# Пятискатная ротонда
Пятиска́тная рото́нда — один из многогранников Джонсона (J6, по Залгаллеру — М9).
Составлена из 17 граней: 10 правильных треугольников, 6 правильных пятиугольников и 1 правильного десятиугольника. Десятиугольная грань окружена пятью пятиугольными и пятью треугольными; среди пятиугольных граней 5 окружены десятиугольной и четырьмя треугольными, 1 — пятью треугольными; среди треугольных граней 5 окружены десятиугольной и двумя пятиугольными, другие 5 — тремя пятиугольными.
Имеет 35 рёбер одинаковой длины. 5 рёбер располагаются между десятиугольной и пятиугольной гранями, 5 рёбер — между десятиугольной и треугольной, остальные 25 — между пятиугольной и треугольной.
У пятискатной ротонды 20 вершин. В 10 вершинах сходятся десятиугольная, пятиугольная и треугольная грани; в других 10 — две пятиугольных и две треугольных.
Пятискатные ротонды можно получить из икосододекаэдра, разрезав его на две равные части. Вершины каждого из двух полученных многогранников — 20 из 30 вершин икосододекаэдра, рёбра — 35 из 60 рёбер икосододекаэдра; отсюда ясно, что у пятискатных ротонд существуют описанная и полувписанная сферы, причём они совпадают с описанной и полувписанной сферами исходного икосододекаэдра. Центры описанных и полувписанных сфер совпадают с центрами десятиугольных граней ротонд.

## Метрические характеристики
Если пятискатная ротонда имеет ребро длины {\displaystyle a}, её площадь поверхности и объём выражаются как
{\displaystyle S={\frac {1}{2}}\left(5{\sqrt {3}}+\left(5+3{\sqrt {5}}\right){\sqrt {5+2{\sqrt {5}}}}\right)a^{2}\approx 22{,}3472003a^{2},}
{\displaystyle V={\frac {1}{12}}\left(45+17{\sqrt {5}}\right)a^{3}\approx 6{,}9177630a^{3}.}
Радиус описанной сферы (проходящей через все вершины многогранника) при этом будет равен
{\displaystyle R={\frac {1}{2}}\left(1+{\sqrt {5}}\right)a\approx 1{,}6180340a,}
радиус полувписанной сферы (касающейся всех рёбер в их серединах) —
{\displaystyle \rho ={\frac {1}{2}}{\sqrt {5+2{\sqrt {5}}}}\;a\approx 1{,}5388418a,}
высота ротонды (расстояние между десятиугольной и параллельной ей пятиугольной гранями) —
{\displaystyle H={\sqrt {1+{\frac {2}{\sqrt {5}}}}}\;a\approx 1{,}3763819a.}
При одинаковой длине ребра высота пятискатной ротонды больше высоты пятискатного купола (J5) в {\displaystyle \Phi ^{2}=\Phi +1\approx 2{,}618} раз, где {\displaystyle \Phi ={\frac {1+{\sqrt {5}}}{2}}} — отношение золотого сечения.